# Metoecus
Metoecus är ett släkte av skalbaggar som beskrevs av Pierre François Marie Auguste Dejean 1834. Metoecus ingår i familjen kamhornsbaggar.
Släktet innehåller bara arten Metoecus paradoxus.